# 60006 Holgermandel
60006 Holgermandel este un asteroid din centura principală de asteroizi.

## Descriere
60006 Holgermandel este un asteroid din centura principală de asteroizi. A fost descoperit pe 13 octombrie 1999 la Observatorul Starkenburg din Heppenheim. Asteroidul prezintă o orbită caracterizată de o semiaxă mare de 3,10 ua, o excentricitate de 0,17 și o înclinație de 17,2° în raport cu ecliptica.